# Pere Joan Pons
Pere Joan Pons Sampietro (Palma de Mallorca, 24 de julio de 1970) es un político español del Partido Socialista Obrero Español (PSOE), diputado en el Congreso en la XII legislatura.
Licenciado en Derecho por la Universidad de Barcelona y en Ciencias de la Información por la Autónoma, también de Barcelona, colabora con la Universidad de las Islas Baleares. Hijo de Damià Ferrà-Ponç y María Jesús Sampietro y militante del PSIB-PSOE, ha sido jefe de Gabinete de la presidenta del govern de Baleares desde 2015, Francina Armengol, y director de la Fundación Gabriel Alomar. Exsecretario de Ideas, Programas y Formación de la dirección ejecutiva del PSIB, ha trabajado en Suiza en Médicos Sin Fronteras, en Francia en la televisió europea EuroNews y en España en el diario El País, entre otros. A nivel institucional, ha sido director de presidencia del Consejo Insular de Mallorca, jefe de gabinete de la presidenta de las Islas Baleares, Francina Armengol y diputado del PSOE por la circunscripción balear en las elecciones generales españolas de 2016. Desde el mes de julio de 2023 es Senador por Mallorca. Es Vicepresidente desde 2022 de la Asamblea Parlamentaria de la Organización para la Seguridad y Cooperación en Europa (OSCE)